# Gary Merrill
Gary Merrill, född 2 augusti 1915 i Hartford i Connecticut, död 5 mars 1990 i Falmouth i Maine, var en amerikansk skådespelare. Merrill medverkade i ett stort antal filmer och TV-produktioner.

## Biografi
Gary Merrill filmdebuterade 1944 i krigsfilmen Winged Victory, medan han fortfarande tjänstgjorde i arméflygvapnet. Han gjorde också radioteater, bland annat i rollen som Batman. Han medverkade i filmer som Luftens örnar (1949) och Allt om Eva (1950). Under inspelningen av den sistnämnda förälskade sig han och hans motspelerska Bette Davis och de var gifta 1950–1960.
Merrill spelade företrädesvis biroller i filmer och gjorde ofta gästroller i TV-serier.
Han drog sig tillbaka från sin karriär 1980 och dog tio år senare. Strax innan sin död hade han skrivit sin självbiografi, Bette, Rita and the Rest of My Life (1989).

## Teater
| År   | Roll         | Produktion                  | Regi         | Teater                        |
| ---- | ------------ | --------------------------- | ------------ | ----------------------------- |
| 1946 | Paul Verrall | Born Yesterday Garson Kanin | Garson Kanin | Lyceum Theatre, New York, USA |